# Mercedes-Benz Classe GLA
El Mercedes-Benz GLA és un automòbil compacte i luxós presentat per primera vegada al Saló de l'Automòbil de Frankfurt. La versió prototip, coneguda com a GLA Concept car, va ser vista per primer cop al Saló de l'Automòbil de Shanghai a l'abril de 2013. Alguns dels models que competeixen amb el GLA són el BMW X1 i l'Audi Q3.

## Primera generació (2014-actualitat)
La primera generació del Mercedes-Benz GLA va ser presentada al Saló de l'Automòbil de Frankfurt a Alemanya. Està basat en la plataforma del Classe A i va sortir a la venda a partir de 31,150 €. El GLA es troba dins la categoria de vehicle tot camí. Aquesta denominació sol ser utilitzada per a vehicles amb certes capacitats per circular fora de l'asfalt però sense la capacitat d'un tot-terreny autèntic. Les versions amb tracció total (4MATIC) tenen un sistema de control de velocitat als descens, un altre sistema que modifica el funcionament del pedal de l'accelerador i suavitza la resposta del motor, de la caixa de canvis i de l'ABS. Disposa d'un sistema anomenat COMAND Online, aquest dispositiu fa aparèixer certa informació com la inclinació del vehicle, l'angle de gir de les rodes o una brúixola a la pantalla central del vehicle. Aquesta primera generació incorpora moltes mesures relacionades amb la seguretat com un sistema que avisa al conductor quan aquest es distreu degut al cansament o un altre capaç de frenar el cotxe per evitar un accident si aquest circula a menys de 20 km/h. També inclou un assistent de manteniment al carril i un altre de detecció d'obstacles en angle mort.
Mercedes-Benz incorpora fars de xenó, aire condicionat, airbag pels genolls del conductor, llandes de 18 polzades i pneumàtics 235/40, pantalla de 5,8 polzades i un equip multimèdia amb lector de CD, dispositius USB i bluetooth dins de l'equipament de sèrie del GLA. L'equipament opcional inclou sostre panoràmic de vidre, càmera posterior, regulació elèctrica dels seients davanters i unes llandes de 19 polzades. L'aspecte exterior i interior del vehicle poden ser modificats amb diferents línies de disseny. De sèrie, tots els GLA tenen la línia "Style" i, de manera opcional, es pot adquirir l'anomenada "Urban" i la AMG Line.
- Interior

El GLA gaudeix d'un habitacle ampli, pràcticament idèntic al del Classe A. Es poden escollir dos seients davanters diferents; uns estan inclosos amb el preu de sèrie i els altres són opcionals. Els seients opcionals es diferencien principalment perquè el reposa-caps forma una única peça juntament amb el respatller. En el cas dels seients de sèrie, el reposa-caps es regula verticalment. Aquest és un vehicle adequat per conductors d'estatura elevada. El seient del conductor té una gran varietat de regulacions, especialment en sentit longitudinal. El disseny del quadre de comandaments és similar al d'altres models Mercedes. La consola central canvia en funció del tipus de canvi de velocitats. Amb el canvi manual i automàtic de la versió 45 AMG, la palanca està ubicada a la consola però, a les versions amb canvi automàtic 7G-DGT la palanca es troba a la columna de direcció.
- Conducció

Mercedes-Benz va dotar al GLA amb una suspensió suau, capaç d'absorbir la majoria d'irregularitats del terreny i amb un habitacle aïllat del soroll exterior. A més d'aquesta suspensió de sèrie, el GLA pot equipar una suspensió esportiva opcional que forma part de l'anomenat "paquet dinàmic" i que redueix 15 mm l'alçada del vehicle.
La direcció es mou amb poc esforç i incorpora algunes mesures de seguretat com la correcció a l'hora de frenar sobre calçades amb adherència desigual. Totes les versions del GLA duen de sèrie uns pneumàtics 235/50 amb unes llandes de 18 polzades tant al davant com al darrere. De forma opcional es poden adquirir uns altres pneumàtics 235/45 sobre llandes de 19 polzades.

### GLA Concept (2013)
El prototip de la primera generació del GLA va ser vist per primera vegada a l'abril de 2013 durant el Saló de l'Automòbil de Shanghai. Aquest prototip tenia tracció a les quatre rodes, incorporava una caixa de canvis automàtica de 7 velocitats i duia un motor gasolina sobrealimentat de 2 litres que produïa 208 cavalls de potència.

### Aparicions en videojocs
L'automòbil es va poder triar l'estiu de 2014 en forma d'un cos de kart i joc de rodes en forma de contingut descarregable gratuït al videojoc per a Wii U Mario Kart 8. El desembre de 2015 va tornar a sortir com a contingut descarregable per al videojoc per a Wii U Super Mario Maker, en forma de disseny per en Mario 8-bit muntant un automòbil d'aquesta classe.